# Christian Schopf
Christian Schopf (* 12. März 1988) ist ein österreichischer Naturbahnrodler. Zusammen mit seinem Cousin Thomas Schopf wurde er 2004 Juniorenweltmeister im Doppelsitzer. Seit der Saison 2005/2006 startet er mit seinem Bruder Andreas Schopf im Weltcup sowie bei Welt- und Europameisterschaften. Sie gewannen bisher vier Weltcuprennen, erreichten zweimal den dritten Platz und einmal den zweiten Platz im Gesamtweltcup. Sie wurden 2010 Mannschafts-Europameister und gewannen weitere neun Medaillen bei Welt- und Europameisterschaften. Vereinzelt war Christian Schopf auch im Einsitzer am Start.

## Karriere
Christian Schopf bildete zunächst mit seinem um ein Jahr jüngeren Cousin Thomas ein Doppelsitzerpaar. Den ersten großen Erfolg feierten sie bereits bei ihrer ersten Juniorenweltmeisterschaft 2004 in Kindberg, wo sie die Goldmedaille gewannen. Bis 2007 starteten sie gemeinsam bei Juniorenmeisterschaften und gewannen noch die Bronzemedaille bei der Juniorenweltmeisterschaft 2006, blieben aber bei den Junioreneuropameisterschaften 2005 und 2007 als Vierte bzw. Fünfte knapp hinter den Medaillenrängen. An der Junioren-EM 2005 nahm Christian Schopf auch im Einsitzer teil, belegte aber nur Platz 22.
Im Weltcup und in den Meisterschaften der Allgemeinen Klasse startet Christian Schopf seit dem Winter 2005/2006 mit seinem vier Jahre älteren Bruder Andreas im Doppelsitzer, der zuvor mit seinem Cousin Wolfgang ein Team gebildet hatte. In ihrem ersten gemeinsamen Weltcuprennen am 10. Dezember 2005 kamen sie nach einem Ausfall im zweiten Lauf nicht ins Ziel, danach konnten sie sich in der Saison 2005/2006 aber immer zwischen Rang vier und Rang sechs platzieren, womit sie im Gesamtweltcup den fünften Platz erreichten. Bei der Europameisterschaft 2006 in Umhausen wurden sie Sechste.
In den ersten beiden Weltcuprennen der Saison 2006/2007 waren die Schopf-Brüder nicht am Start, da sie im ersten krankheitsbedingt fehlten und ihnen infolgedessen die mannschaftsinterne Qualifikation für den zweiten Weltcupbewerb nicht gelang. An den weiteren Rennen nahmen sie wieder teil, erreichten als beste Platzierungen zwei fünfte Plätze in Moos in Passeier, fielen aber im Gesamtklassement auf den zehnten Platz zurück. Bei der Weltmeisterschaft 2007 in Grande Prairie wurden sie Fünfte, zeitgleich mit dem italienischen Doppel Martin Psenner und Johannes Hofer.
Weil Andreas Schopf im Winter 2007/2008 aus zeitlichen Gründen pausieren musste, startete Christian Schopf in dieser Saison zusammen mit dem 22 Jahre älteren Herbert Kögl. Sie nahmen an einem Weltcuprennen am 27. Jänner in Latsch teil, wo sie Sechste wurden, und zwei Wochen später an der Europameisterschaft 2008 in Olang, wo sie Rang acht belegten. Bei der Juniorenweltmeisterschaft 2008 in Latsch erzielte Christian Schopf den 13. Platz im Einsitzer.
Seit der Saison 2008/2009 bildet er wieder mit seinem Bruder ein Team und im Vergleich zu den Vorjahren konnten sie sich in diesem Winter deutlich steigern. Im dritten Weltcuprennen der Saison am 25. Jänner in Unterammergau erreichten sie mit Rang zwei ihre erste Podestplatzierung und mit weiteren drei dritten Plätzen erreichten sie auch im Gesamtweltcup den dritten Rang. Bei der Weltmeisterschaft 2009 in Moos in Passeier gewannen sie hinter den Italienern Patrick Pigneter und Florian Clara die Silbermedaille im Doppelsitzer und auch im Mannschaftswettbewerb erreichten sie im Team Österreich I zusammen mit Melanie Batkowski und ihrem Cousin Thomas Schopf den zweiten Platz.
Die Weltcupsaison 2009/2010 begannen die Schopf-Brüder mit drei vierten Plätzen. Danach folgten zwei Podestplätze in Latsch und Latzfons, ehe sie am Saisonende in Garmisch-Partenkirchen ihren ersten gemeinsamen Weltcupsieg feierten. Damit wurden sie wie im Vorjahr Dritte im Gesamtweltcup. Anfang Jänner wurden sie Österreichische Staatsmeister im Doppelsitzer. Bei der Europameisterschaft 2010 in St. Sebastian gewannen sie gemeinsam mit Melanie Batkowski und Thomas Kammerlander die Goldmedaille im erstmals auch im Rahmen einer EM ausgetragenen Mannschaftswettbewerb. Im Doppelsitzer verfehlten sie als Vierte aber eine weitere Medaille. Wie die letzte Saison begannen Schopf/Schopf auch die Saison 2010/2011 mit zwei vierten Plätzen in Nowouralsk. Ihren Staatsmeistertitel konnten sie Anfang Jänner 2011 auf der Naturrodelbahn Grantau erfolgreich verteidigen. Am 16. Jänner 2011 feierten sie in Gsies ihren zweiten gemeinsamen Weltcupsieg; eine Woche später wurden sie in Kindberg Dritte. Im Gesamtweltcup belegten sie den vierten Platz. Bei der Weltmeisterschaft 2011 in Umhausen erzielten sie allerdings nur den sechsten Platz, während sie im Mannschaftswettbewerb mit Marlies Wagner und Thomas Kammerlander als Team Österreich II Vierte wurden.
Zu Beginn des Jahres 2012 wurden Christian und Andreas Schopf zum dritten Mal in Folge Staatsmeister im Doppelsitzer. Im Weltcup konnten sie sich in der Saison 2011/2012 in vier der sechs Rennen unter den besten fünf platzieren. Im Gegensatz zu den beiden Vorjahren gelang ihnen diesmal aber kein Sieg und nur eine Podestplatzierung mit dem zweiten Rang in Nowouralsk. Im Gesamtweltcup wurden sie dennoch wie im Vorjahr Vierte. Den größten Erfolg des Winters feierten sie bei der Europameisterschaft 2012 in Nowouralsk: Drei Tage nachdem sie bereits im Weltcuprennen hinter den Lokalmatadoren Pawel Porschnew und Iwan Lasarew Zweite waren, erreichten sie auf derselben Bahn auch bei der EM hinter den beiden Russen den zweiten Platz. Zudem gewannen sie mit den beiden Einsitzern Melanie Batkowski und Michael Scheikl die Bronzemedaille im Mannschaftswettbewerb.
Im Sommer nimmt Christian Schopf auch an Wettbewerben im Rollenrodeln teil, sowohl im Einsitzer als auch im Doppelsitzer zusammen mit seinem Bruder. Im Doppelsitzer kamen die beiden schon mehrmals unter die besten drei in der Gesamtwertung des Austrian Rollenrodelcups, 2006 konnten sie diese gewinnen.

## Erfolge

### Weltmeisterschaften
- Grande Prairie 2007: 5. Doppelsitzer
- Moos in Passeier 2009: 2. Doppelsitzer, 2. Mannschaft
- Umhausen 2011: 6. Doppelsitzer, 4. Mannschaft
- Deutschnofen 2013: 2. Doppelsitzer
- Vatra Dornei 2017: 4. Doppelsitzer

### Europameisterschaften
- Umhausen 2006: 6. Doppelsitzer
- Olang 2008: 8. Doppelsitzer
- St. Sebastian 2010: 4. Doppelsitzer, 1. Mannschaft
- Nowouralsk 2012: 2. Doppelsitzer, 3. Mannschaft
- Umhausen 2014: 3. Mannschaft, 4. Doppelsitzer
- Passeier 2016: 2. Doppelsitzer, 2. Mannschaft, 3. Einsitzer
- Obdach 2018: 10. Einsitzer
- Moskau 2020: 6. Einsitzer

### Juniorenweltmeisterschaften
- Kindberg 2004: 1. Doppelsitzer
- Garmisch-Partenkirchen 2006: 3. Doppelsitzer
- Latsch 2008: 13. Einsitzer

### Junioreneuropameisterschaften
- Kandalakscha 2005: 4. Doppelsitzer, 22. Einsitzer
- St. Sebastian 2007: 5. Doppelsitzer

### Weltcup
- 2. Gesamtrang im Doppelsitzer in der Saison 2012/13
- 3. Gesamtrang im Doppelsitzer in den Saisonen 2008/2009 und 2009/2010
- 22 Podestplätze, davon 4 Siege:

| Datum             | Ort                    | Land        | Disziplin    |
| ----------------- | ---------------------- | ----------- | ------------ |
| 27. Februar 2010  | Garmisch-Partenkirchen | Deutschland | Doppelsitzer |
| 16. Jänner 2011   | Gsies                  | Italien     | Doppelsitzer |
| 28. Februar 2013  | Vatra Dornei           | Rumänien    | Doppelsitzer |
| 22. Dezember 2013 | Nowouralsk             | Russland    | Doppelsitzer |

### Österreichische Meisterschaften
- Österreichischer Staatsmeister im Doppelsitzer 2010, 2011 und 2012